# Slag om Luik

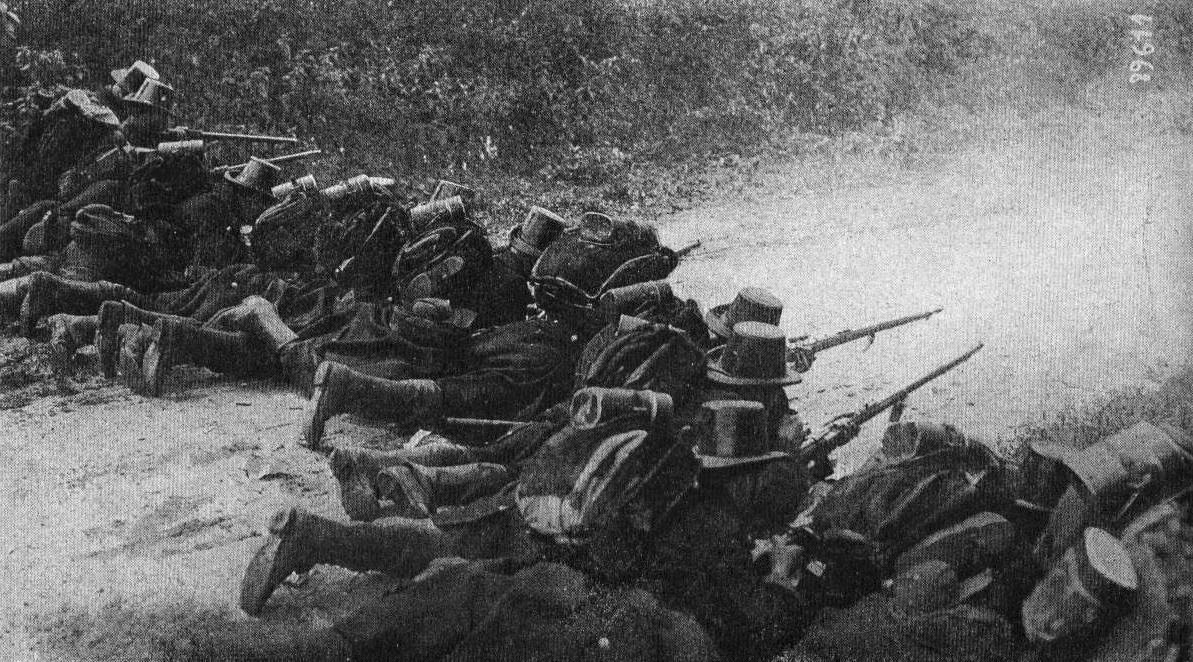
Belgische infanterie bij Herstal

De  Slag om Luik was het openingsgevecht van de Duitse invasie van België, en de eerste veldslag van de Eerste Wereldoorlog. De aanval op de stad begon op 5 augustus 1914 en duurde tot in de ochtend van 16 augustus. De belangrijke weg van Luik naar Brussel lag daarna open voor het Duitse leger, al heeft de strijd veel langer geduurd dan verwacht. De verdediging bracht meer tijd op voor de westelijke geallieerden om de verdediging van België en Frankrijk te organiseren en voor te bereiden. De invasie van België leidde ook er toe dat het Verenigd Koninkrijk aan de oorlog ging deelnemen.

## Politieke betekenis
In augustus 1914 was het Duitse leger het sterkste ter wereld, en werd zelfs internationaal als onoverwinnelijk beschouwd. Het baarde dan ook wereldwijd opzien toen dit machtige leger door de Belgische verdedigers van de Luikse forten tien volle dagen werd opgehouden. Het was de eerste veldslag van de Eerste Wereldoorlog, en Luik was destijds de militaire toegangspoort tot geheel België en Noord-Frankrijk. De taaie verdediging van deze poort gold in Geallieerde kring sindsdien als inspirerend voorbeeld. In 1925 hebben alle Geallieerde naties meebetaald aan het monument (Mémorial Interallié in de Luikse voorstad Cointe), dat deze veldslag gedenkt.

## De slag
Om 6 uur in de ochtend van 4 augustus 1914 werd de Duitse oorlogsverklaring in Brussel overhandigd. Een paar uur later trekken de eerste Duitse troepen de grens over en rukken op richting Luik op zo'n 25 kilometer van de grens. Op 5 augustus om 22:00 uur opent generaal Otto von Emmich de aanval op de forten rond Luik. Deze forten vormen een blokkade voor het Duitse 1e en 2e leger in hun opmars naar Frankrijk. De Duitse 38e en 43e brigades proberen in het zuiden tussen Boncelles en de Ourthe door te breken, maar ze werden teruggeslagen. De Duitse 34e brigade gaat in het noorden bij Lieze (Lixhe) de Maas over.
Die nacht begint de werkelijke aanval op Luik. De 14e Duitse brigade breekt tussen de forten van Fléron en Evegnée door maar stuit op eenheden van de 3e Belgische divisie. De Duitse generaal Ludendorff voert zijn mannen tot het oosten van Fort de la Chartreuse en geeft bevel de bruggen over de Maas te bezetten. Dit lukt zonder slag of stoot. Op basis van onvolkomen informatie geeft de Belgische generaal Leman het bevel aan alle eenheden, met uitzondering van de vestingtroepen, om zich terug te trekken bij het veldleger aan de Gete. Hij trekt zich met zijn hoofdkwartier in fort Loncin terug.
Tijdens de nacht van 5 op 6 augustus wordt Luik gebombardeerd vanuit een zeppelin met 12 bommen van 50 en 100 kg. Het luchtschip werd zwaar beschadigd door Belgische artillerie en geweervuur waardoor het op de terugweg naar Keulen neerstortte in een bos bij Bonn waarbij negen van de twaalf bemanningsleden omkwamen.
In Weerst (Warsage) koelt de 34e brigade van het Duitse leger op 6 augustus 1914 haar woede op de bevolking nadat een officier is neergeschoten bij het binnenkomen van het dorp. De bevolking wordt uit hun huizen gezet, weggeleid of neergeschoten. 24 mensen worden gedood. Kort na de middag begint Ludendorff met de beschietingen op Luik vanuit het plateau van Belleflamme. Hij bereikte 's morgens Jupille via Retinne en Bellaire. De troepen van generaal von Emmich rukken Luik binnen. In de ochtend van 7 augustus 1914 leidt Ludendorff zijn mannen naar de Citadel en de wachtcommandant geeft zijn hele bezetting over aan de Duitsers. De centrale die al het telefoonverkeer tussen de forten regelt, komt ook in handen van het Duitse leger.
De Duitsers vormen een belegeringsleger om de stad te laten vallen. Op 8 augustus geeft Fort Barchon zich als eerste over. De forten houden redelijk stand. Ze zijn gebouwd om granaten van kanonnen met een kaliber van 21 cm te weerstaan. Op 12 augustus arriveren twee zwaardere 42cm-houwitsers, de Dikke Bertha, in het dorp Mortier. Ze beschieten het Fort Pontisse dat zich op 13 augustus om 12:30 uur overgeeft. Een voor een vallen de forten omdat ze niet bestand zijn tegen de artillerieaanvallen.
Ver buiten de regio Luik, bij het dorp Halen, vindt op 12 augustus 1914 de eerste grote veldslag plaats tussen de Duitse en Belgische cavalerie. De Slag der Zilveren Helmen krijgt zijn naam door de hoofdbedekking van 150 gesneuvelde Duitse kurassiers uit twee cavaleriedivisies onder generaal Georg von der Marwitz. De Belgische 4e Infanteriebrigade en een cavaleriedivisie onder generaal De Witte, verhinderen de Duitse overtocht over de Gete, maar Duitse artillerie drijft de Belgische troepen richting Antwerpen.
Na de val van Fort Pontisse zijn de houwitsers verplaatst naar Bressoux en nemen Fort Loncin onder vuur. Het fort wordt op 15 augustus 1914 geraakt door een voltreffer in de kruitkamer. Bij de ontploffing komen meer dan honderd Belgische soldaten om het leven. Generaal Leman wordt door de Duitsers levend vanonder het puin gehaald en bij generaal von Emmich gebracht. Leman eist dat er in het rapport melding wordt gemaakt van het feit dat hij zich niet heeft overgegeven en dat hij bewusteloos was bij de gevangenneming. Op 16 augustus 1914 is met de inname van het laatste fort de regio Luik volledig in Duitse handen.

## Nasleep
Het Belgische leger trekt zich terug en blaast alle bruggen achter zich op. Ze vormen een nieuwe linie langs de Gete via Namen tot bij Givet. De Duitse generaal Alexander von Kluck trekt met zijn 1e leger westwaarts over de Maas, gevolgd door generaal Karl von Bülow met zijn 2e leger.
Koning Albert I beveelt op 18 augustus 1914 het Belgische leger zich terug te trekken tot de haven van Antwerpen. Ongeveer 75.000 manschappen trekken zich terug achter de Dijle om zich bij het garnizoen van 60.000 man te voegen dat de haven beschermt.
Op 19 augustus 1914 zijn Andenne en Leuven ingenomen door de Duitsers, ook Aarschot wordt bezet en die dag worden bij Duitse represailles 150 burgers neergeschoten. In Battice, Herve, Soumagne en Verviers worden op 20 augustus 1914 burgers vermoord. En op 21 augustus 1914 ook in Andenne, evenals op 22 augustus 1914 in Tamines.